# Jakub Seifert
Jakub Seifert, vlastním jménem Jakub Sayfert (9. ledna 1846 Praha – 29. října 1919 Královské Vinohrady), byl český divadelní herec a režisér.

## Život
Pocházel z chudé pražské rodiny, byl synem divadelního mistra ze Stavovského divadla. Nedokončil středoškolská studia a vyučil se xylografem. Přes ochotnická divadla (1862 v Praze Košířích v hostinci „U Koňáku“ a na Smíchově) a přes angažmá v Plzni v roce 1863 u divadelního souboru J. Walburga (byl zde angažován jako nápověda) se dostal v roce 1864 až na scénu Prozatímního divadla. Dva roky hrál jen malé role, protože měl slabý a nevýrazný hlas. Proto se rozhodl, že bude studovat operní zpěv u soukromého učitele. V roce 1869 dostal příležitost zaskočit v operetě za nemocného kolegu a měl úspěch. Byl obsazován do rolí milovníků v operetách a komických operách a postupně se vypracoval mezi nejpopulárnější pražské herce. Diváci obdivovali jeho libozvučný, podmanivý hlas, elegantní zevnějšek a výraznou mimiku. Proslul jako skvělý recitátor (ve své době byl pokládán za vůbec nejlepšího českého recitátora) s vynikajícím hlasem a citem pro ironický humor.
V roce 1881 přešel do Národního divadla v Praze, kde vytvořil desítky postav klasického i soudobého repertoáru, například Petruccio ze Shakespearova Zkrocení zlé ženy (1893, 1901), Markus Antonius z tragédie Julius Caesar (1885), Mercucio z Romea a Julie (1901), šašek z Krále Leara (1894, 1898), ale i Hamlet (1889, 1892, 1897), Karel IV. z Vrchlického Noci na Karlštejně (1883, 1916) a zejména Cyrano z Bergeracu (1898, 1903), pokládaný za jeho vůbec nejlepší roli. V roce 1884 byl jmenován režisérem a o deset let později vrchním režisérem. Jako režisér uváděl české a francouzské komedie, téměř všechny hry Jaroslava Vrchlického a Julia Zeyera, poprvé na českém jevišti uvedl Sofoklova dramata (Král Oidipus, Antigona) a Śūdrakovo staroindické drama Vasantasena. I moderní drama režíroval tradičním způsobem s výjimkou naturalistické režie Šimáčkova Světa malých lidí.
Po více než dvacetiletém působení v Národním divadle se však změnily umělecké poměry, přicházela nová generace herců, oblibu publika si získával především Eduard Vojan. Když se v tisku v souvislosti se Seifertovým jménem objevily poznámky o „starém železe“, Seifert z divadla v květnu 1904 odešel.

V roce 1901 mu byl za zásluhy o české divadlo propůjčen rytířský řád Františka Josefa.

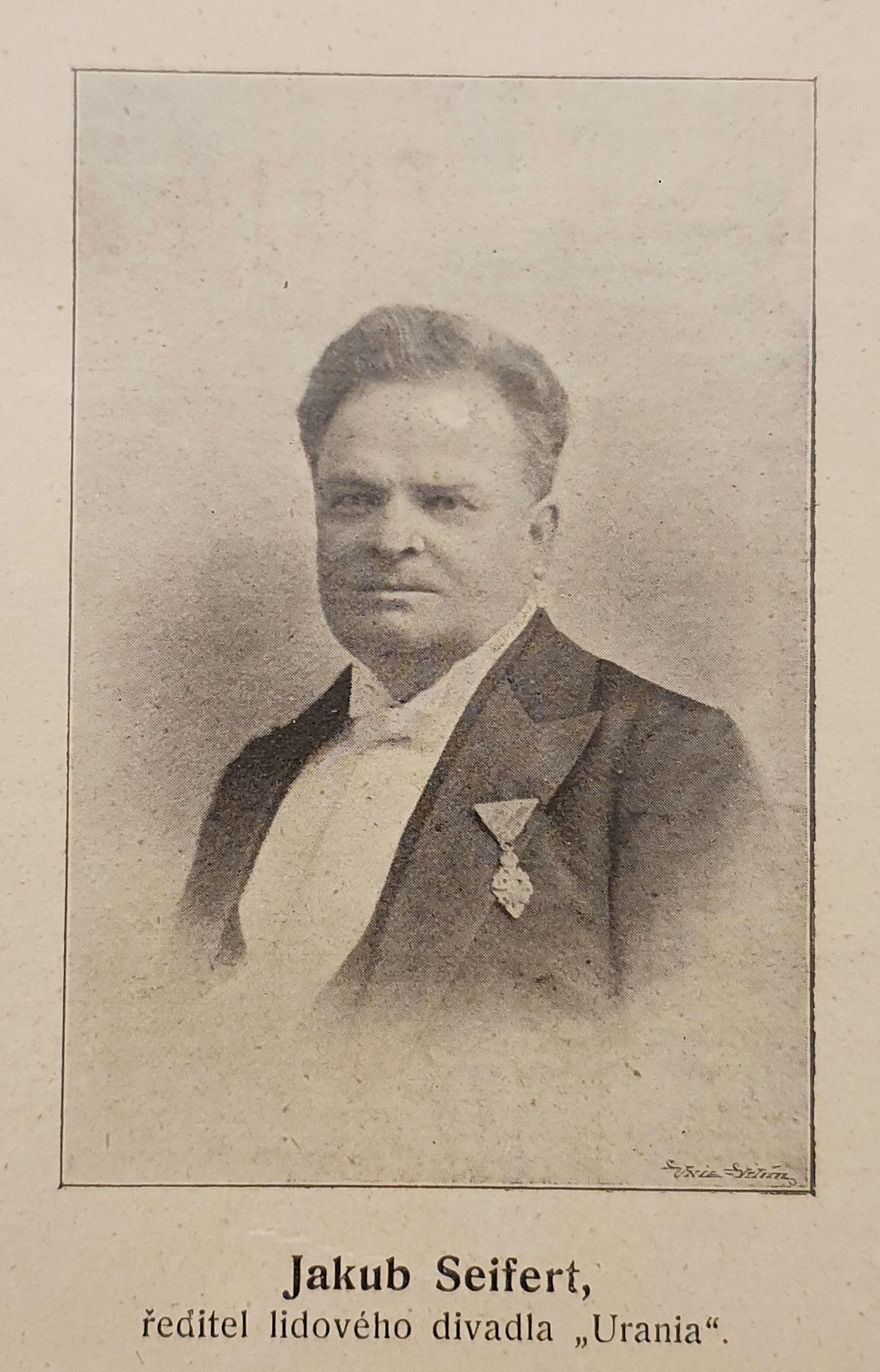
Seifert jako ředitel divadla Urania (1905)

V letech 1903 až 1907 řídil Lidové divadlo Uranie v pražských Holešovicích po zemřelém J. V. Slukovovi. Seifert zařadil do repertoáru kromě obvyklé české klasiky i náročná díla světové dramatické tvorby. Pod jeho vedením se zvýšila herecká úroveň souboru, ve kterém také příležitostně vystupoval. Vybudoval prostory pro technické zázemí divadla a restaurační provoz. Vytvořil předpoklady pro stálý okruh návštěvníků a za jeho éry se předměstské divadlo zařadilo mezi úspěšné pražské scény.

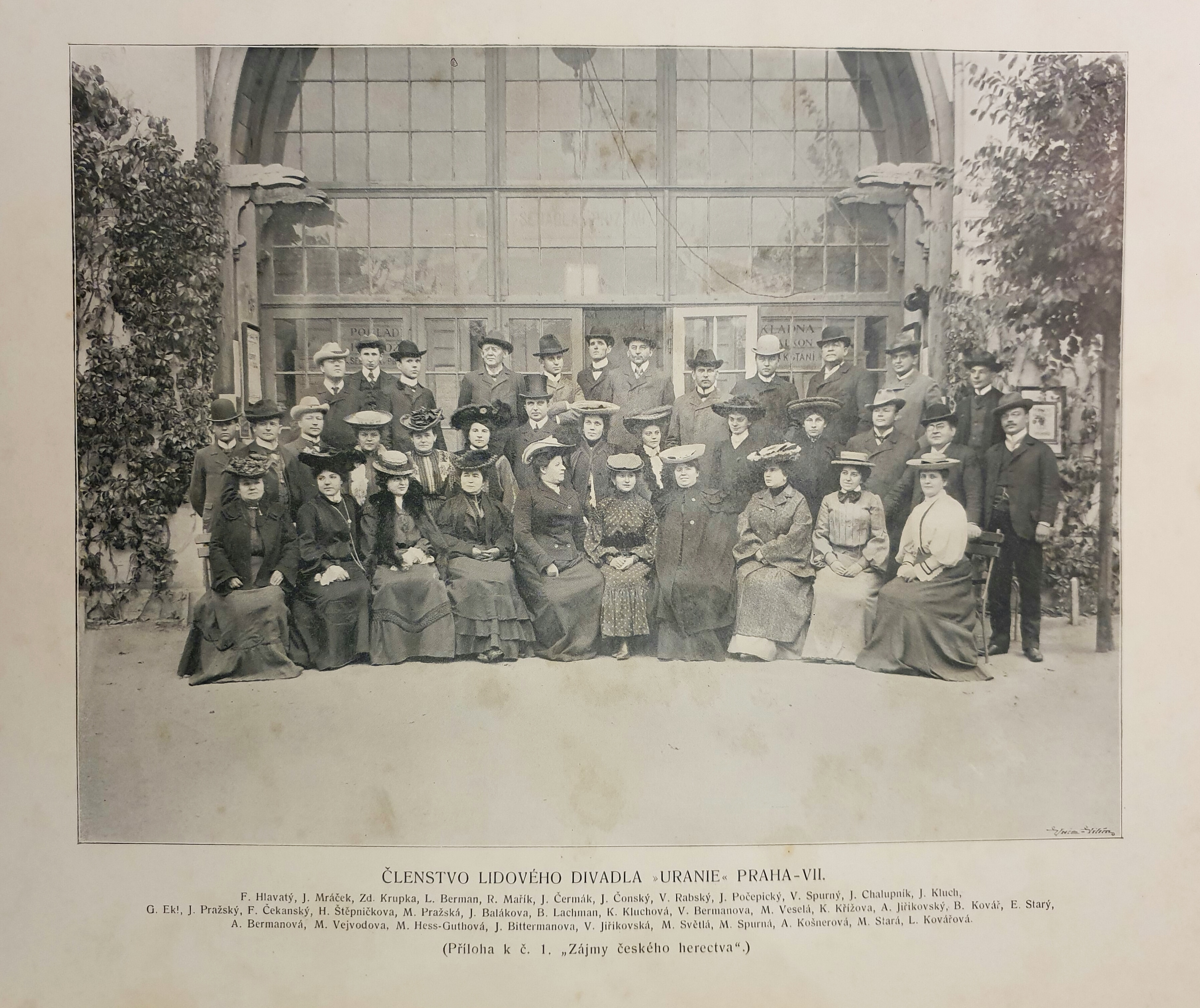
Soubor divadla Urania v roce 1905

Do Národního divadla se Seifert vrátil v roce 1907 a setrval zde až do roku 1919. Vytvořil ještě několik zajímavých postav, jednou z posledních byl Karel IV. v Noci na Karlštejně (1916). V posledních letech byl nemocen a vystupoval jen zřídka. Naposledy zazněl jeho hlas na scéně Národního divadla v roce 1919 v prologu básně Svatopluka Čecha Ve stínu lípy.
Na sklonku života účinkoval i v jediném filmu, nazvaném Stavitel chrámu (1919, režie Karel Degl) v roli Karla IV.

## Rodina
Jakubovou manželkou byla herečka ND Terezie Ledererová–Seifertová (1844–1914). Po jejím příchodu do Prahy v roce 1868 spolu vystupovali v operetách a nakonec uzavřeli manželství, které trvalo až do její smrti. Jeho bratrem byl herec Josef Seifert. Všichni jsou pohřbeni v rodinné hrobce na Olšanských hřbitovech.
V 80. letech Jakub Seifert udržoval asi osm let milostný poměr s manželkou básníka Jaroslava Vrchlického Ludmilou (dcerou spisovatelky Sofie Podlipské). Byl otcem dvou ze tří Ludmiliných dětí, Jaroslava a Evy (pozdější herečky a spisovatelky Evy Vrchlické). Tuto skutečnost Ludmila Vrchlickému svěřila ve dvou dopisech, jež po Vrchlického smrti uschoval jeho přítel, známý lékař Josef Thomayer; v roce 1910 je v obálce předal Národnímu muzeu s podmínkou, že mohou být otevřeny až v roce 1970; jsou nyní uloženy v Památníku národního písemnictví.
Jaroslav Vrchlický však obě děti osvojil (přijal za své).